# Spade senza bandiera
Spade senza bandiera è un film del 1961 diretto da Carlo Veo.

## Trama
Nell'Italia rinascimentale, la giovane e bella Gigliola resiste alla decisione del padre adottivo di farla sposare con un ricco anziano. Gigliola invece ama Cino, un umile trovatore. Quando Cino uccide l'anziano corteggiatore in un momento di rabbia impulsiva, viene condannato a morte, ma gli amici di Cino lo salvano. Gigliola convince Cino a portarla con sé ed insieme si uniscono ai ribelli che cercano di liberare la terra dalla tirannia.